# Force populaire
Force populaire (en espagnol : Fuerza Popular, et parfois désigné par le sigle FP) est un parti politique péruvien de droite fondé en 2010 sous le nom de Force 2011 (en espagnol : Fuerza 2011) par des partisans de l'ancien président Alberto Fujimori. Il est actuellement dirigé par Keiko Fujimori, fille de l'ancien chef d'État. Il suit une grande partie de l'idéologie officielle d'Alberto Fujimori.

## Histoire

Logo de 2011 à 2024

À la suite des élections générales de 2011, le parti, baptisé Force 2011, remporte 37 sièges au Congrès de la République et un siège au Parlement andin, ce qui en fait la deuxième formation politique en importance. Au deuxième tour des élections, Keiko Fujimori, candidate présidentielle pour Fuerza 2011, est battue par Ollanta Humala, chef du parti Gana Perú.  
En 2018, Keiko Fujimori et son frère Kenji Fujimori s'opposent pour la direction du parti. La confrontation aboutie au départ de Kenji Fujimori. En octobre 2018, Keiko Fujimori et onze autres cadres du parti sont inculpés par la justice pour avoir reçu des pots-de-vin de la multinationale brésilienne Odebrecht.
Le parti s'effondre à l'issue des élections législatives de 2020, passant de 73 à 15 sièges.

## Relation avec le trafic de drogue
L'ancien secrétaire général et responsable financier du parti, Joaquin Ramirez, est désigné par la DEA et la Dirandro (Police anti-drogue péruvienne) comme étant « l'un des plus importants barons de la drogue au Pérou ». L'accusation met également en cause le leader de Fuerza Popular pour la région de San Martín et d'autres figures du parti, dont notamment Jose Chlimper, le candidat à la vice-présidence du pays derrière Keiko Fujimori dans le cadre des élections de 2016,.

## Résultats électoraux

### Élections législatives
| Année | Voix      | %     | Rang | Élus     |
| ----- | --------- | ----- | ---- | -------- |
| 2011  | 2 948 781 | 22,97 | 2d   | 37 / 130 |
| 2016  | 4 431 077 | 36,34 | 1er  | 73 / 130 |
| 2020  | 1 081 174 | 7,31  | 6e   | 15 / 130 |
| 2021  | 1 457 694 | 11,34 | 2e   | 24 / 130 |